# William Campion

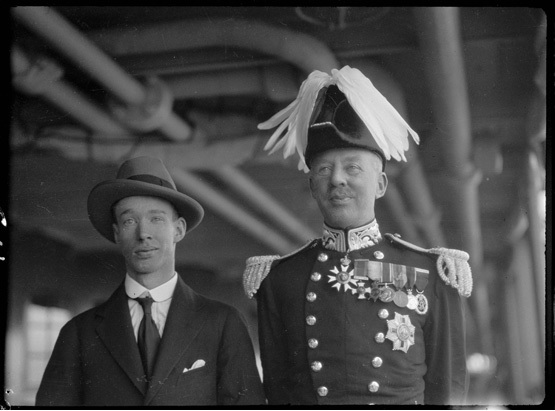
William Campion (rechts) mit seinem Sohn, 1924

Sir William Robert Campion (* 3. Juli 1870 in London, England; † 2. Januar 1951 in Hassocks, England) war ein konservativer britischer Politiker und Gouverneur von Western Australia.

## Leben
Nach einem Studium am Eton College und dem New College arbeitete Campion zunächst als Börsenmakler an der London Stock Exchange. 1894 heiratete er Katherine Mary Byron. Von 1910 bis 1924 war er für den Wahlkreis Lewes Abgeordneter im House of Commons. Während des Ersten Weltkriegs diente Campion als Oberst und nahm unter anderem an der Schlacht von Gallipoli teil. Er wurde mit dem Distinguished Service Order ausgezeichnet.
1924 wurde Campion zum Gouverneur von Western Australia ernannt. Seine Amtszeit war von politischer Stabilität geprägt, und er arbeitete mit allen politischen Parteien konstruktiv zusammen.
1931 kehrte er nach England zurück. In den 1930er Jahren war er als Vorsitzender mehrerer australischer Goldbergbau-Gesellschaften tätig. Er starb 1951 in Hassocks in der Grafschaft Sussex.

## Orden und Ehrenzeichen
- Knight Commander of the Order of St. Michael and St. George
- Mentioned in Despatches
- Companion des Distinguished Service Order